# 馬古德 (馬普托省)
25°01′23″S 32°38′53″E / 25.02306°S 32.64806°E

馬古德（葡萄牙語：Magude），是莫桑比克的城鎮，位於該國南部，由馬普托省負責管轄，是馬古德區的首府，1974年3月27日該鎮發生火車相撞意外，造成70人死亡、200人受傷。